# Giuseppe Corsi
Giuseppe Corsi Evangelisti (Vangelisti), conosciuto come Giuseppe Corsi da Celano e Gioseppe Corso Celani (Celano, seconda metà del 1631 o prima metà del 1632 – Ancona o Modena, post 10 marzo 1691), è stato un compositore e presbitero italiano, maestro di Petronio Franceschini a Roma e Giacomo Antonio Perti a Parma.

## Biografia
Studente a Roma presso i gesuiti sotto la guida di Giacomo Carissimi fu attivo come insigne maestro a Gallese (presso la famiglia Altemps, ca. 1640-1654), Città di Castello (Cattedrale di San Florido, 1654-1655), Napoli, Roma (Basilica di Santa Maria Maggiore, 1657-1659; Chiesa della Maddalena, 1658; Cappella musicale Pia Lateranense della Basilica di San Giovanni in Laterano, 1661-1665; Oratorio di San Marcello e Chiesa Nuova, 1676-1677), Loreto (Basilica della Santa Casa, 1668-1675) dove fu ordinato sacerdote, Parma (Basilica di S. Maria della Steccata e presso la famiglia Farnese, 1681-1689) ed Ancona (Cattedrale di S. Ciriaco, 1689-1691). Accusato dall’Inquisizione per aver «deflorato» una zitella, venne torturato a Roma e recluso per alcuni anni su ordine di papa Innocenzo XI nella Rocca Albornoziana di Narni.

## Opere
Le opere di Giuseppe Corsi da Celano (sigla TriCo), catalogate da Giovanni Tribuzio nel 2014, sono 83:
- TriCo 1-3 (Messe);
- TriCo 4-12 (Parti di messa);
- TriCo 13 (Cantici);
- TriCo 14-20 (Salmi);
- TriCo 21-23 (Antifone);
- TriCo 24 (Inni);
- TriCo 25-26a-aj (Responsori);
- TriCo 27 (Litanie);
- TriCo 28-40 (Mottetti);
- TriCo 41-44 (Oratori);
- TriCo 45-46 (Cantate d'oratorio);
- TriCo 47-68 (Arie e cantate per una voce e basso continuo);
- TriCo 69 (Cantate per due voci e basso continuo);
- TriCo 70 (Cantate per tre voci e basso continuo);
- TriCo 71-83 (Appendice).

### Biografie
- Raoul Meloncelli, Corsi (Corso), Giuseppe (detto anche Corso da Celano, il Celano, Celani), in Dizionario Biografico degli Italiani, vol. XXIX, 1983 (online).
- Beatrice Barazzoni, Un esempio di cappella di corte. La cappella musicale dei duchi Farnese a Parma e l'opera dimenticata di Giuseppe Corsi, in Barocco Padano 1, a cura di Alberto Colzani, Andrea Luppi e Maurizio Padoan, Como, Antiquae Musicae Italicae Studiosi, 2002, pp. 381–406.
- Eleonora Simi Bonini, Alcuni aspetti della vita di Giuseppe Corsi da Celano, in Musica tra storia e filologia. Studi in onore di Lino Bianchi, a cura di Federica Nardacci, Roma, Istituto Italiano per la Storia della Musica, 2010, pp. 547–565 ISBN 8895349067
- Galliano Ciliberti e Giovanni Tribuzio (a cura di), «E nostra guida sia la Stravaganza». Giuseppe Corsi da Celano musicista del Seicento, Bari, Florestano Edizioni, 2014, pp. 290 ISBN 8895840968

### Edizioni moderne
- Giuseppe Corsi da Celano, La Stravaganza. Cantata per soprano e basso continuo, a cura di Davide Gualtieri, Lucca, Libreria Musicale Italiana, 2012. L'edizione critica è basata su quattro delle cinque fonti italiane – Modena, Bologna, Napoli e Venezia – ignorando quella di Cambridge (italiana anch'essa ed appartenuta a Pietro Ottoboni). Altre fonti non prese in considerazione sono quelle di Lione (segnata erroneamente come opera di Carlo Ambrogio Lonati, individuata da Gloria Rose e Stephen R. Miller), Parigi (basso continuo, individuata da Catherine Massip), Bruxelles (adespota, individuata da Giovanni Tribuzio).